# Rustenburgstraat
De Rustenburgstraat, tot 1952 Blaaksche Dijk, is een dijkstraat aan de westrand van het dorp Puttershoek, Zuid-Holland, Nederland en vormt een ontsluitingsroute samen met de Sportlaan in het zuiden van Puttershoek. 
De straat begint op een kruising met het Weverseinde en Het Weegje nabij de suikerfabriek van Suiker Unie en eindigt op een kruising met de Blaaksedijk, Postweg en de Groeneweg.

## Etymologie
De weg is in 1952 vernoemd van Blaaksedijk naar Rustenburgstraat. Deze naam verwijst naar Hofstede de Rustenburg, een aan de straat gelegen monumentale boerderij die overigens in 1997 afbrandde en niet meer werd hersteld.

## Geschiedenis
Wanneer de dijk is aangelegd is niet duidelijk, wel is bekend dat hij de Oost-Zomerlandsche Polder bewinterdijkte in 1575. In 1635 werd Johan van den Steen Emanuelsz eigenaar van een stuk land in deze polder. Hij bouwde daar van 1639 tot 1640 de Rustenburg.
In de jaren 70 en 80 van de vorige eeuw hadden veel omwonenden van de Rustenburgstraat last van rook en stank die vrijkwam bij de naburige suikerfabriek. De geur werd omschreven als die van chloorbleekloog.